# Daniela Todorova
Daniela Todorova (bugarski: Даниела Тодорова) bugarska je paraolimpijska atletičarka, natjecateljica u bacanju diska, kugle i koplja u disciplini F54-56. Osvajačica je brončanog odličja sa  Paraolimpijskih igara 2008. u kineskom glavnom gradu Pekingu, u bacanju koplja (disciplina F54-56).
Osim olimpijskog, osvojila je i brončano odličje s IPC-ovog Svjetskog prvenstva u atletici 2015. u katarskom glavnom gradu Dohi, bacivši koplje 18,13 metara.
S IPC-ovih Europskih prvenstava ima četiri odličja: dva srebrna iz Swansea 2014. (koplje, disk) i dva brončana iz Grosetta 2016. godine (kugla, koplje).